# لويس سانتانا
لويس سانتانا (بالإنجليزية: Luis Santana)‏ مواليد 19 نوفمبر 1958 في جمهورية الدومينيكان، هو ملاكم دومينيكي بدأ مسيرته الاحترافية سنة 1981.

## إحصائيات
خاض خلال مسيرته 61 نزالا، فاز في 42 وتعادل في 2 وخسر في 17. فاز بالضربة القاضية في 31 نزالا.

## روابط خارجية
- لويس سانتانا على موقع بوكس ريك (الإنجليزية) (registration required)